# Philipp Knipschild

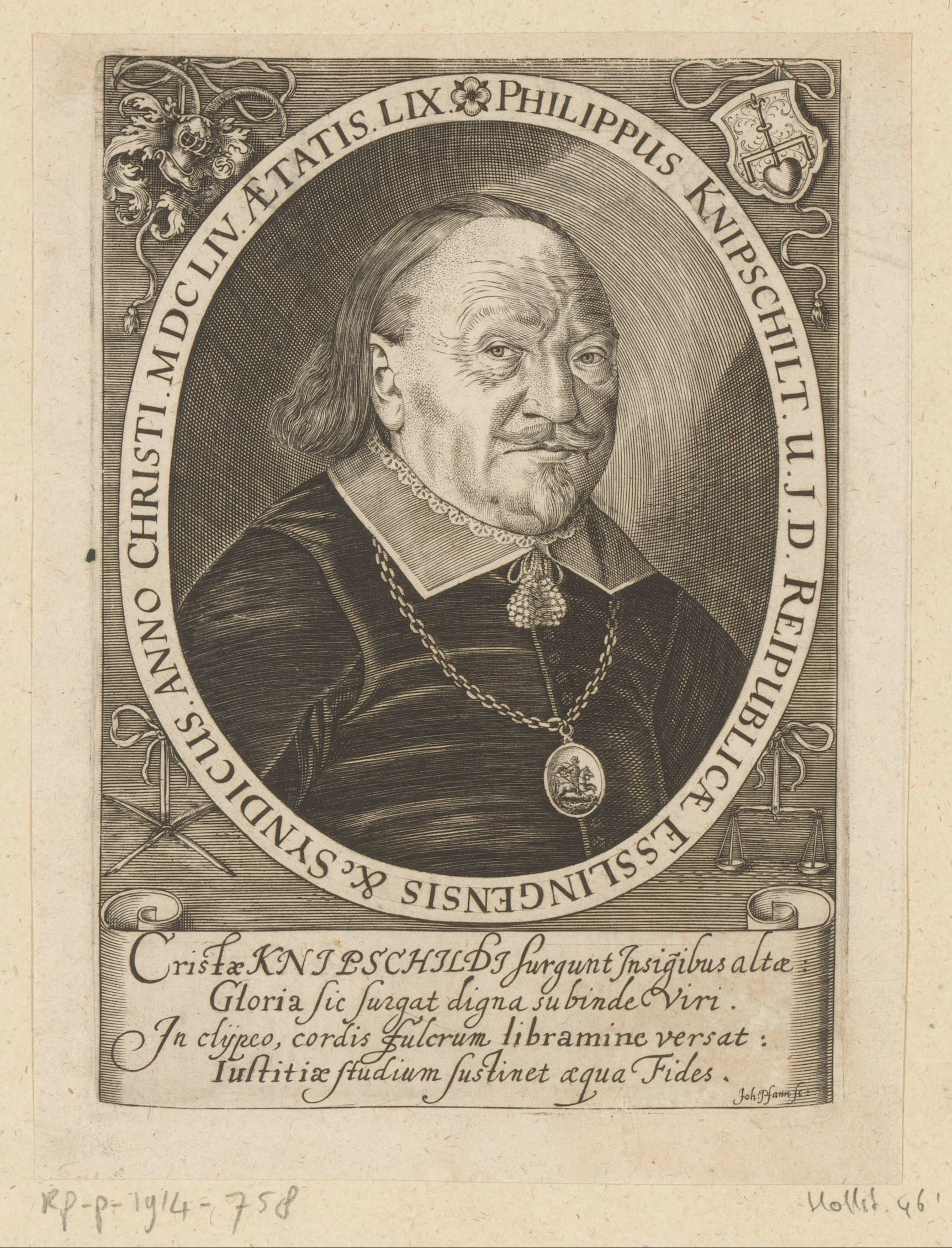
Philipp Knipschild

Philipp Knipschildt (* 1595 in Treisbach (Waldeck); † 29. September 1657 in Esslingen am Neckar) war ein Jurist und Rechtshistoriker.

## Leben
Philipp wurde als Sohn der in Medebach ansässigen Eheleute Melchior Knipschild und Catharina Lefart auf dem adeligen Hof Treisbach bei Viermünden in der Grafschaft Waldeck geboren. Er besuchte etwa ab 1604 die Schule in Medebach im Herzogtum Westfalen, zog aber etwa zwei Jahre später mit seinem Lehrer Conrad Lossaeus wegen seiner Religion (er war Protestant) nach Sachsenhausen in der Grafschaft Waldeck. Etwa 1608 zog er weiter nach Wildungen und von da aus nach Korbach, wo er wiederum gut zwei Jahre blieb. Von 1611 bis 1615 besuchte er das Archigymnasium in Soest. Die Universität in Gießen besuchte er von 1615 bis 1620. Danach war er bis Ende 1623 Erzieher des Prinzen Karl Ludwig von Pfalz-Veldenz (gefallen 1631). Von 1623 bis 1626 studierte er in Straßburg und erwarb am 4. November 1626 den Doktorgrad. Im selben Jahr verlobte er sich mit Elisabeth Kreidenmann aus Esslingen.
Der Doktor beider Rechte war seit 1631 Rechtsberater (Konsulent) der schwäbischen Ritterkantone an Neckar und Kocher (bekannt u. a. für die Verteidigung der iura quaesita der Reichsritter), seit 1641 auch Syndikus der Reichsstadt Esslingen. Er lebte aber bereits seit 1629 in Esslingen, denn am 1. September 1629 legte er dort den Bürgereid „mit einem Buch unter dem Arm und Feder hinter dem Ohr“ ab.
Er verfasste das Standardwerk zum reichsstädtischen Staatsrecht in der frühen Neuzeit (Tractatus politico-historico-juridicus de juribus et privilegiis civitatum imperialium, Ulm 1657), ein großes Werk über die Reichsritterschaft (Tractatus politico-historico-juridicus de juribus et privilegiis nobilitatis …, erstmals gedruckt 1693) sowie Arbeiten zu Fideikommissen und weitere juristische Schriften.
Knipschild wurde als Schwiegersohn von Johann Conrad Kreidenmann, der ebenfalls den Ritterkantonen und der Reichsstadt Esslingen diente, von Otto Borst einer von ihm so bezeichneten Esslinger Historischen Schule zugeordnet.